# Tagiades
Tagiades is een geslacht van dikkopjes (Hesperiidae) uit de orde van de vlinders (Lepidoptera). De beschrijving door Jacob Hübner werd gepubliceerd in 1819. Hij bracht er twee soorten in onder: Tagiades japetus (de typesoort) en Tagiades paulinus.
De Engelse benaming van deze vlinders is "snow flats", vanwege de witte of lichte kleur aan de achterzijde van de vleugels, en het feit dat ze in rust hun vleugels volledig "plat" openvouwen. Ze rusten vaak aan de onderkant van bladeren. Ze leven meestal in primair of secundair woud tot op een hoogte van ongeveer 1300 meter; ze komen ook voor in gedeeltelijk gerooid en gecultiveerd gebied. Het zijn snelle vliegers.

## Soorten
Er zijn achttien soorten bekend. Drie soorten - T. flesus, T. insularis en T. samborana - komen voor in het Afrotropisch gebied, de andere in het Oriëntaals gebied en een gedeelte van het Australaziatisch gebied, van India en Sri Lanka tot het noorden van Australië en de eilanden in de Stille Oceaan.

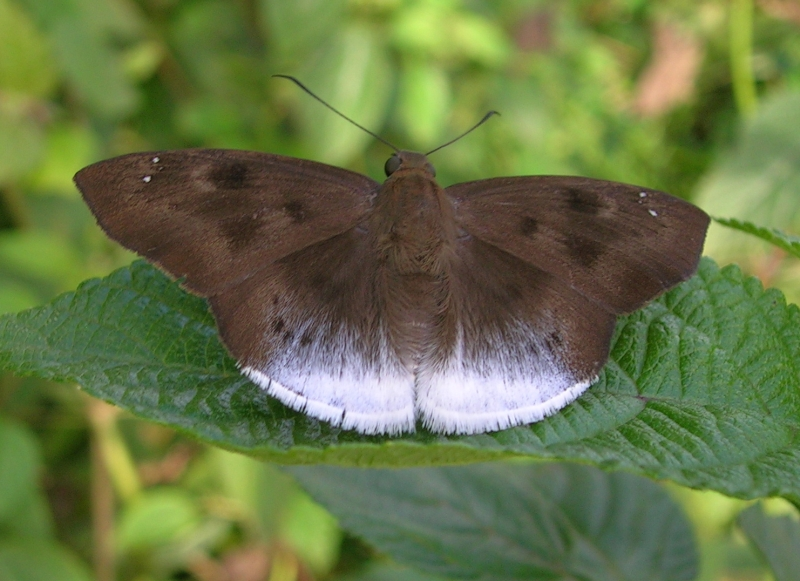
Tagiades gana.

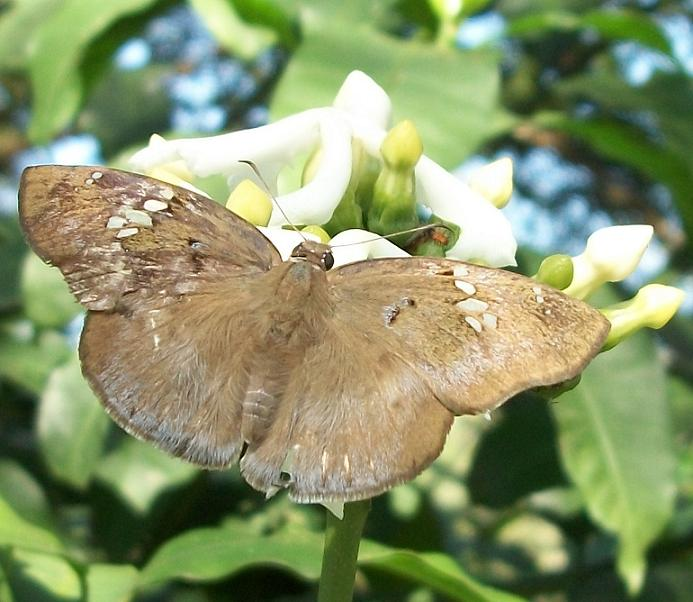
Tagiades flesus.

- Tagiades calligana Butler, [1879]

komt voor in Thailand, Maleisië, Sumatra, Singapore, Borneo, Java, Nias, Belitung en Banka
- Tagiades cohaerens Mabille, 1914

Komt voor in Maleisië, Burma, Thailand, de noordwestelijke Himalaya en mogelijk in China
- Tagiades flesus (Fabricius, 1781)

Komt voor in tropisch Afrika
- Tagiades gana (Moore, [1866])

Komt veel voor in India, Indochina en maritiem Zuidoost-Azië
- Tagiades hybridus Devyatkin, 2001

Komt voor in Midden-Vietnam.
- Tagiades insularis Mabille, 1876

Komt voor in Madagaskar en de Comoren
- Tagiades japetus (Stoll, [1781])

Komt veel voor in India, Indochina, maritiem Zuidoost-Azië en noordoostelijk Australië
- Tagiades lavata Butler, [1879]

Komt voor in het zuiden van Birma, Thailand, Maleisië, Borneo, Sumatra, Java en de Natuna-eilanden
- Tagiades litigiosa Möschler, 1878

Komt voor in Sri Lanka, het zuiden van India, Assam, de Himalaya en Indochina
- Tagiades menaka (Moore, [1866])

Komt voor in de Himalaya, Indochina en Hainan
- Tagiades nestus (C. Felder, 1860)

Komt voor in Papoea-Nieuw-Guinea, het Duke of York-eiland en noorden van Australië
- Tagiades parra Fruhstorfer, 1910

Komt voor in Indochina and maritiem Zuidoost-Azië
- Tagiades samborana Grose-Smith, 1891

Komt voor in Madagaskar en de Comoren
- Tagiades toba de Nicéville, [1896]

Komt voor van Assam tot maritiem Zuidoost-Azië
- Tagiades trebellius (Hopffer, 1874)

Komt voor in Japan, de Filipijnen, Sulawesi en de naburige eilanden
- Tagiades ultra Evans, 1932

Komt voor in Indochina, maritiem Zuidoost-Azië tot Palawan in de Filipijnen
- Tagiades vajuna Fruhstorfer, 1910

Komt voor in India, Myanmar, Thailand, Laos, Cambodja, Vietnam en China
- Tagiades waterstradti Elwes & Edwards, 1897

Komt voor in maritiem Zuidoost-Azië.